# A Desperate Chance (film 1914)
A Desperate Chance è un cortometraggio muto del 1914 diretto da Joseph Smiley (Joseph W. Smiley).

## Produzione
Il film fu prodotto dalla Lubin Manufacturing Company.

## Distribuzione
Distribuito dalla General Film Company, il film - un cortometraggio in una bobina - uscì nelle sale cinematografiche USA il 27 febbraio 1914.